# ÖAMTC

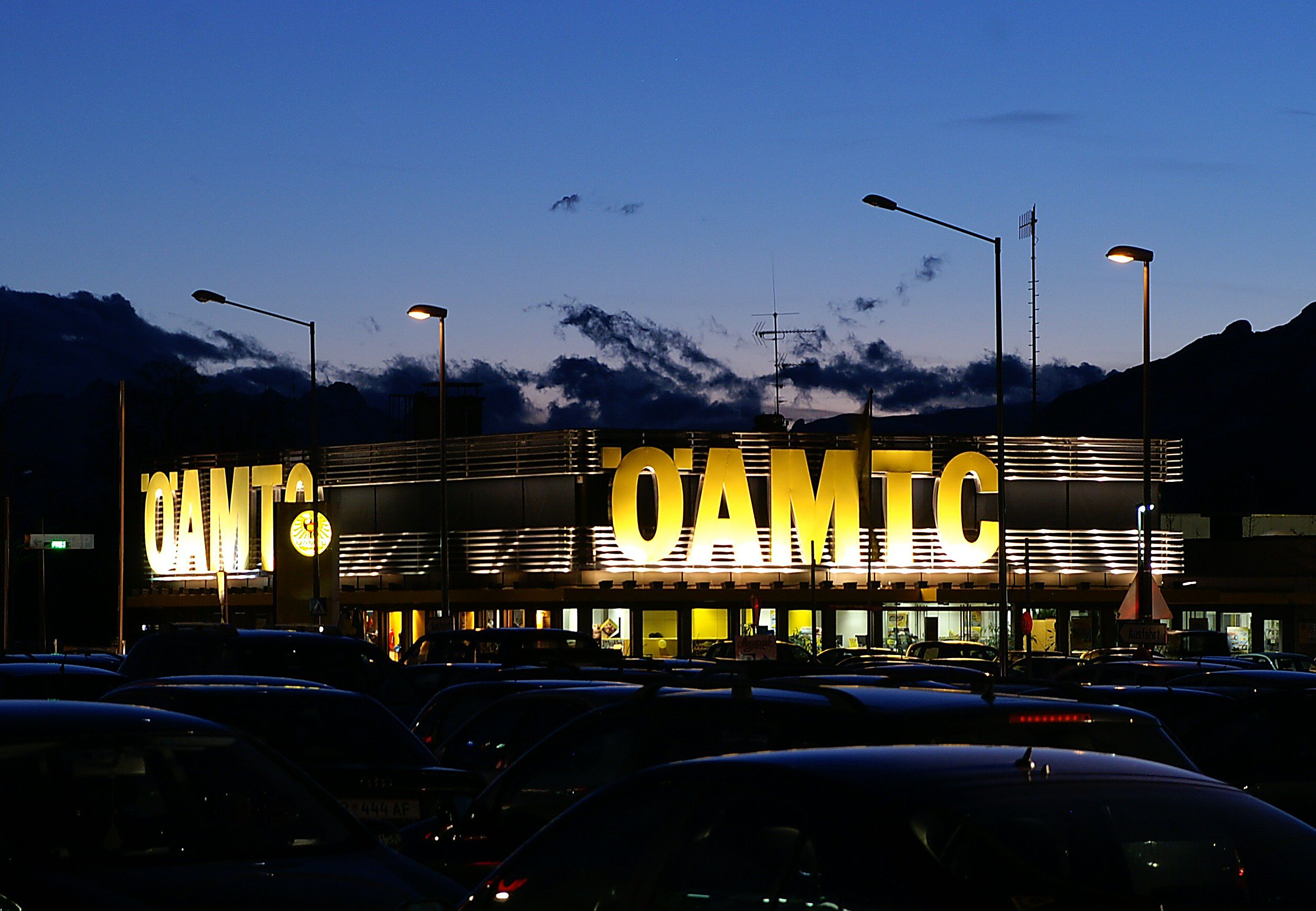
Az ÖAMTC Schorenben a Dornbirn Süd autópálya-kijáratnál, a Vásárpark felől nézve

Az Österreichischer Automobil-, Motorrad- und Touring Club (röviden ÖAMTC) közlekedési klub pártsemleges, nonprofit egyesület, mobilis és felelős tagok számára. Az egyesületet 1946-ban hozták létre az osztrák Touring Club (alapítva 1896-ban) és az Osztrák Autóipari Club (alapítva 1898-ban) egyesítésével.
A klub az ARC Europe (az autóklubok, a határokon átnyúló projektek és szolgáltatások nemzetközi szövetsége) alapító tagja, valamint a gépjármű- és turisztikai klubok legfontosabb nemzetközi ernyőszervezeteinek: a FIA (Fédération Internationale de l'Automobile), 49 klub és egyesület tagja, világszerte körülbelül 100 millió egyéni taggal és a FIM-mel (Fédération Internationale de Motocyclisme). Szorosan együttműködik a német ADAC-cal.

## Általánosságok
Az egyesületnek több mint 2,2 millió tagja volt 2018-ban. Ez Ausztria legnagyobb és a világ hetedik legnagyobb autóklubja.
Strukturálisan a klubot hét regionális szövetség egyesítése alkotja, Bécs, Alsó-Ausztria és Burgenland szövetségi államokkal együtt egy regionális szövetségben. Az ÖAMTC-t kizárólag tagsági díjak és leányvállalataikból származó bevételek finanszírozzák, és nem kap állami támogatást. Hivatását tekintve a klub Ausztriában a mobilis emberek érdekközösségének tekinti magát. Nonprofit szervezetként végzett munkája során a lakosság számára is nyújt szolgáltatásokat, pl. légi mentés. Székhelye Erdberg (Bécs).

## Önállósága a motorsportban
Az ÖAMTC Osztrák Motorsport Szövetsége (AMF) képviseli a nemzeti érdekeket a FIA és a FIM világszövetségeiben és nemzeti szuverenitással rendelkezik az osztrák autósport területén. Az OSK felel a nemzetközi előírások végrehajtásáért és ellenőrzéséért, valamint az engedélyek kiadásáért.

## Szolgáltatások
A járművezetők nem kormányzati szervezetként történő képviselete mellett az egyesület széles körű szolgáltatásokat nyújt tagjai számára, amelyek közül a legismertebbek a következők:

### Segélyszolgálat

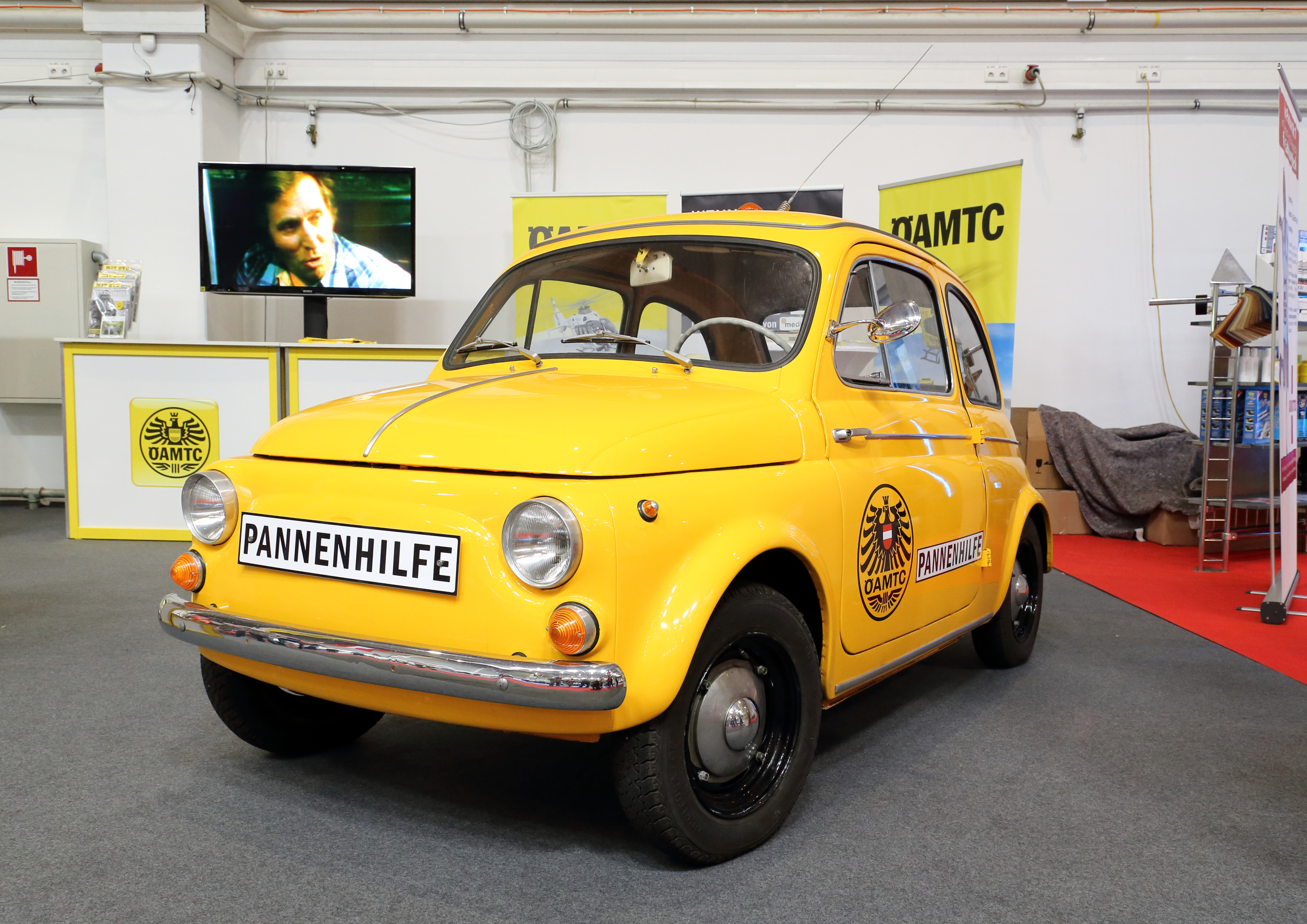
1959-ben a Steyr Puch 500-at első segélyszolgálatosként üzembe helyezték (a képen egy 1965-ben épített jármű látható)

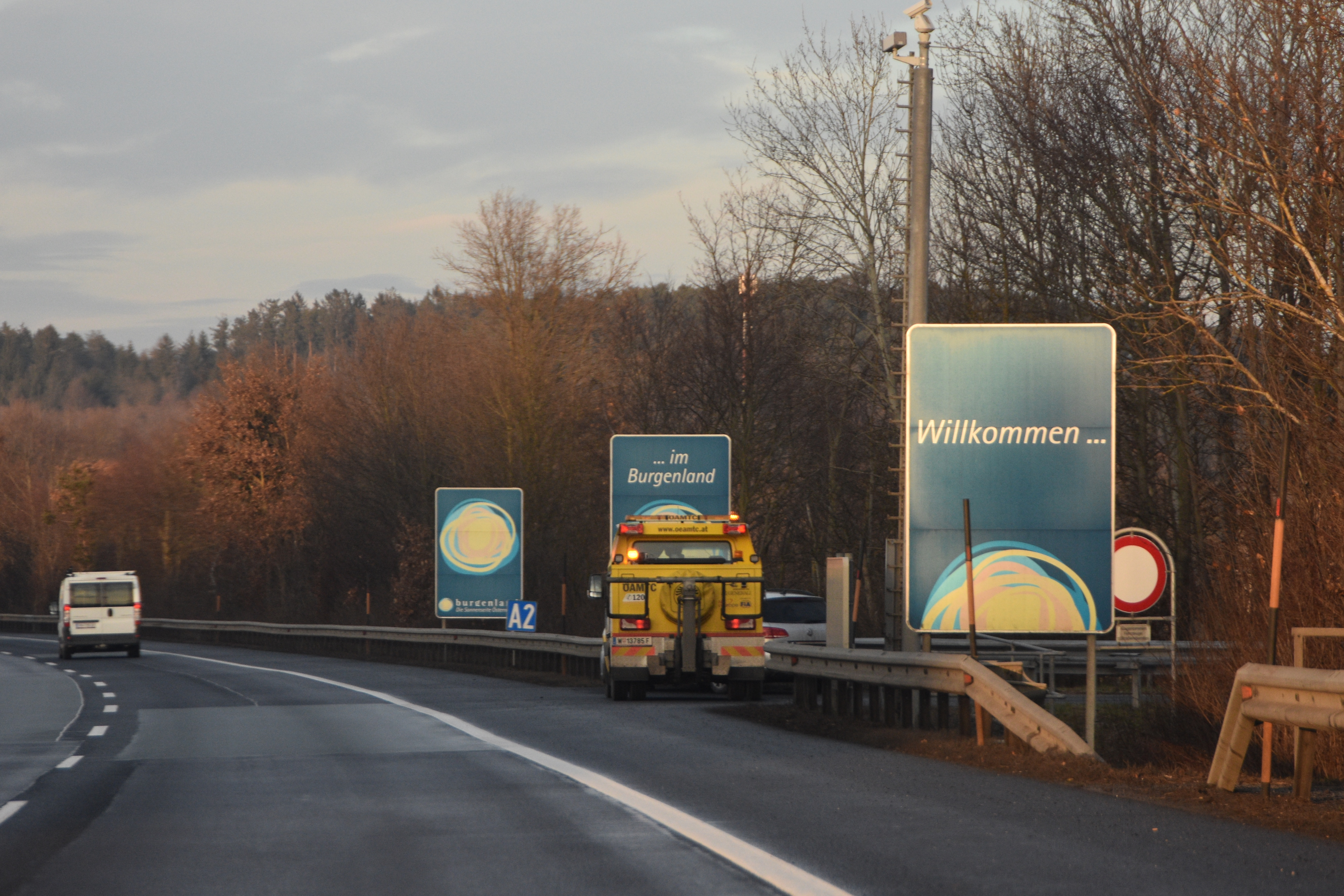
Segítség az autó meghibásodásakor

1954-ben megalakult az ÖAMTC közúti segítségnyújtási szolgáltatása. Az első oldalkocsis motorkerékpárral való kiszállásra októberben került sor. 1958-ban a Steyr Puch 500-at tesztelték első segélyautóként való használatra, és 1959-ben 61 járművet üzembe is helyezték.
A segélyszolgálat a 120-as telefonszámon egész Ausztriában autómentésre éjjel-nappal elérhető. Néhány mobilitási garanciával ellentétben a hangsúly a helyszínen bekövetkező meghibásodások elhárítása és az ÖAMTC-tag utazásának biztonságos folytatására összpontosít. A hibák túlnyomó részét a helyszínen orvosolják; ha ez nem lehetséges, a járművet műhelybe vontatják, és megszervezik a tag és társainak utazását (klubos mobil, tömegközlekedés, éjszakai szállás). 2017-ben az ÖAMTC diszpécserei 705 123 alkalommal irányítottak ilyen műveleteket.
Az évi kb. 700 000 hibaelhárítást négy műveleti központ koordinálja. Körülbelül 500 jármű áll rendelkezésre Ausztriában, több mint 100 helyszínen.
Az opcionális garancialevél révén a tagoknak lehetőségük van kiterjeszteni a sürgősségi segélyek védelmét egész Európára. A 16 európai segélyhívó állomáson több mint 250 német nyelven beszélő alkalmazott áll rendelkezésre éjjel-nappal, akik segítséget és támogatást kínálnak vészhelyzet esetén.

### Technikai szolgáltatások
Alapjában véve az ÖAMTC különféle műszaki szolgáltatásokat kínál tagjainak. Ezek magukban foglalják az 577-es bekezdést – az ellenőrző matrica („Pickerl”) kiértékelését, használt autók vásárlás előtti ellenőrzését, biztonsági ellenőrzéseket (lehetséges biztonsági szempontból releváns gyenge pontok keresése), kerékcserét és hasonló szolgáltatásokat.

### Jogi segítségnyújtás
A tagok ingyenes segítséget igényelhetnek jogi kérdésekben, például balesetek és károk, biztosítási szerződések, utazás és szabadidő, vagy autóvásárlás és javítás során. 24 órás ügyeleti szolgáltatás is van vészhelyzetek esetére.

### Érdekképviselet és fogyasztóvédelem
Igazságügyi szakértők és mások a jogi, a műszaki, az üzleti életből és a pszichológiából kiállnak az osztrák járművezetők érdekei mellett, rendelkezésre állnak próbautókkal és kiegészítőikkel a biztonság érdekében.

### Christophorus Air Rescue Association

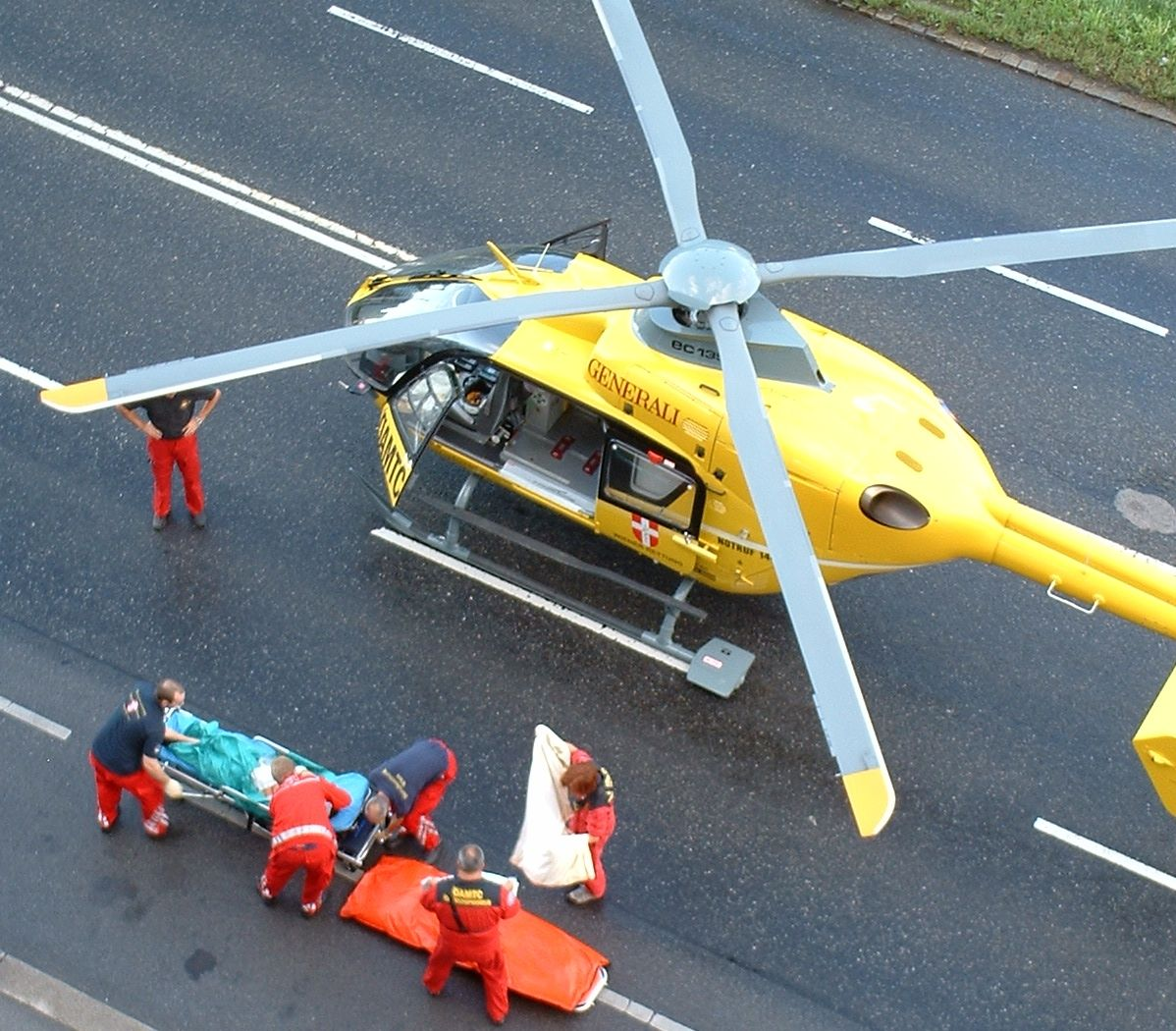
Az ÖAMTC Christophorus mentőhelikoptere bevetésen egy PB-gázpalack robbanása után a bécsi Handelskaiban

A Christophorus sürgősségi orvosi helikoptereket Ausztriában 17 helyen találják meg. 2001-ig a légi mentést továbbra is az osztrák szövetségi fegyveres erőkkel közösen hajtották végre. Ezt követően a Christophorus Légmentő Szövetség, a Nemzetközi Vöröskereszttel, az Osztrák Hegyi Mentőszolgálattal és a Bécsi Mentőállomással, teljes mértékben átvette a szolgálatot Ausztriában. A sürgősségi orvosi helikoptereket nemcsak közúti, hanem alpesi balesetekben vagy orvosi vészhelyzetekben is használják.

### Vezetéstechnikai központok
A klub fenntart vezetéstechnikai központokat is, többek között járművezetők biztonsági képzése, speciális jogosítvány megszerzése a tehergépkocsi-vezetők, illetve kékfényszervezetek számára. A hagyományos biztonsági központok mellett az ÖAMTC speciális központokat is kínál, amelyek elősegítik a vezetéstechnika télen vagy terepen történő gyakorlását. 

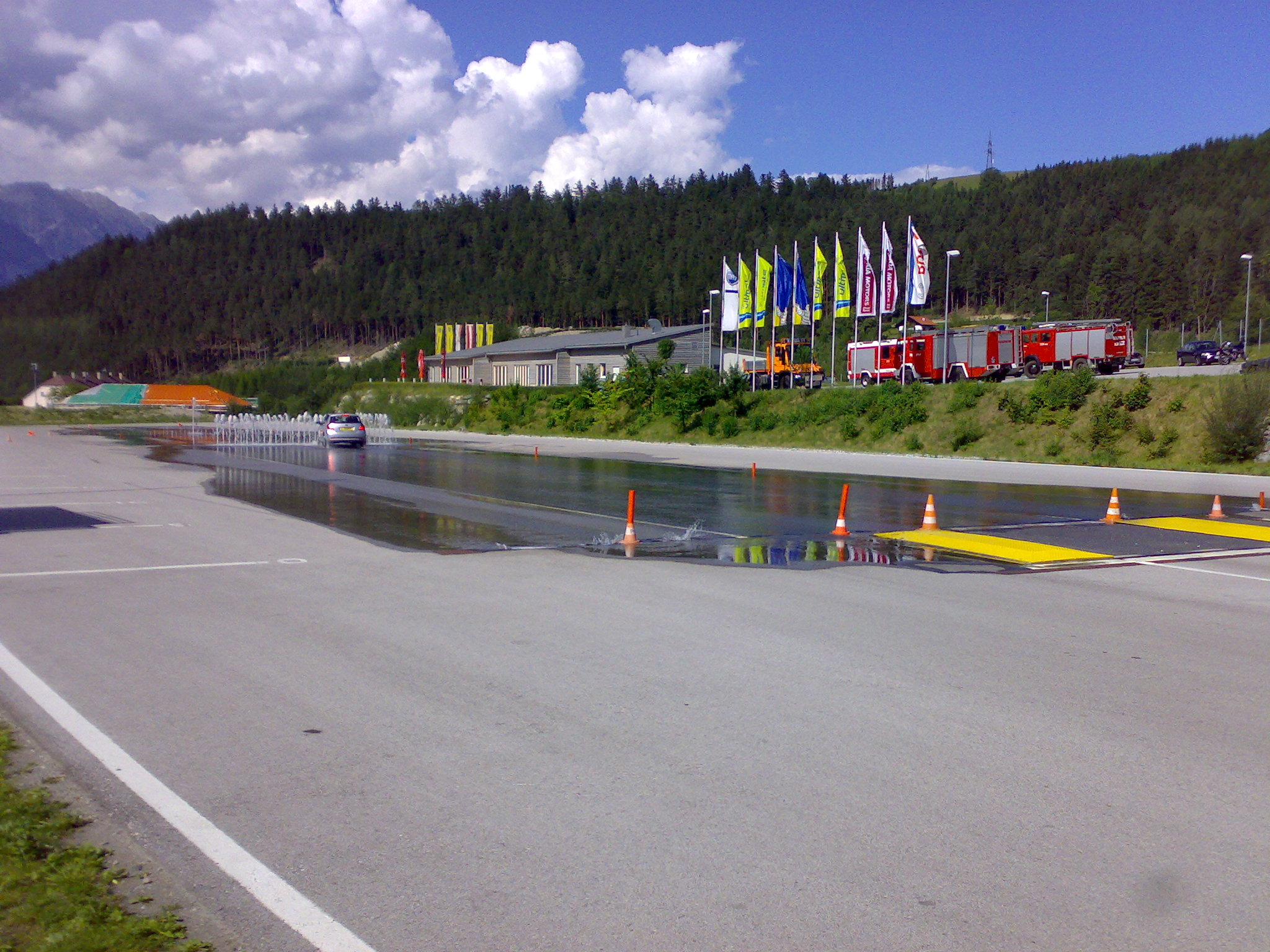
Az ÖAMTC Zenzenhof vezetésbiztonsági központ Innsbruck közelében

#### Vizes pályák
- Brandlhof-Saalfelden (Salzburg)
- Innsbruck (Tirol)
- Kalwang (Stájerország)
- Lang-Lebring (Stájerország)
- Marchtrenk (Felső-Ausztria)
- Szent Vitus-hirdetés Glan (Karintia)
- Teesdorf (Alsó-Ausztria)
- Melk – Wachauring (Alsó-Ausztria)

#### Téli vezetési központok
- Hintersee (Salzburg)
- Göstling (Alsó-Ausztria)
- Jégtér az FTZ Brandlhof-Saalfeldenben (Salzburg)

#### Terepközpont
- Stotzing terepjáró központ (Burgenland)

### Információ
Az egyesület a havi Auto touring club magazin kiadója, amelyet minden ÖAMTC-tag megkap. Ezenkívül az ÖAMTC több csatornát használ annak érdekében, hogy a lehető legjobb módon elérje a nyilvánosságot: médián és webhelyén keresztül.

### Forgalmi információk
1965 óta az ÖAMTC és az ORF a forgalmi rádión keresztül információkat szolgáltat az osztrák utak aktuális állapotáról. A klub forgalmi jelentéseit más csatornákon keresztül is elérhetővé teszi, például RSS webes hírcsatorna és telefonos szalagos szolgáltatásként.

### Gumiabroncsteszt
A klub és európai partnerklubjai hathavonta több dimenzióban tesztelik az elérhető gumiabroncsmodelleket.

### További szolgáltatások
Az ÖAMTC széles választékát kínálja a biztosításoknak tagjai számára. A járműbiztosításokon kívül személyi, utazási és vagyonbiztosítást is.
Az ÖAMTC utazási irodák egy másik fontos területet képviselnek. Az utazást nem tagok is igénybe vehetik.
A tagok számos társaság kedvezményes kampányaiban is részt vehetnek.

### Terjesztés
Az ÖAMTC irodáiban többek között vásárolhatók matricák (autópályára), várostérképek, utcai áttekintő térképek és atlaszok, valamint a biztonsággal kapcsolatos autó- és motorkerékpár-felszerelések, például figyelmeztető háromszögek, elsősegélykészletek, biztonsági mellények stb.

## Kampányok
- Siklás a rohanás helyett (1980)

## Fordítás
Ez a szócikk részben vagy egészben  az   Österreichischer Automobil-, Motorrad- und Touring Club című német Wikipédia-szócikk ezen változatának fordításán alapul.  Az eredeti cikk szerkesztőit annak laptörténete sorolja fel. Ez a jelzés csupán a megfogalmazás eredetét és a szerzői jogokat jelzi, nem szolgál a cikkben szereplő információk forrásmegjelöléseként.